# Gyokuro
 (janvier 2010).
Si vous disposez d'ouvrages ou d'articles de référence ou si vous connaissez des sites web de qualité traitant du thème abordé ici, merci de compléter l'article en donnant les références utiles à sa vérifiabilité et en les liant à la section « Notes et références ».
Le gyokuro (玉露, litt. « Rosée précieuse » ou « Perle de rosée ») est un thé vert japonais de haute qualité, très estimé au Japon. Il est riche en théanine et pauvre en tannins, ce qui lui confère un goût très doux et umami. Sa teneur en caféine en fait un substitut du café.
Au contraire de la plupart des autres thés, qui sont des thés de lumière, le gyokuro est un thé d'ombre (alias thé de pénombre, thé ombragé). Il diffère des autres thés d'ombre japonais par l'ombrage : 2-3 semaines à 90 % d'ombre (contre 1-2 semaines à 45 % pour le kabusecha ou 4-6 semaines à 95-97 % pour le tencha qui donne le matcha).

## Histoire
C'est à la fin de l'ère Edo, que le gyokuro est créé dans la région d'Uji, près de Kyoto, notamment dans les actuels bourgs de Minamiyamashiro et Wazuka. La pratique de consommer ce thé d'exception au cours de cérémonies du thé s'est rapidement développée au sein de la noblesse de Kyoto.

## Production

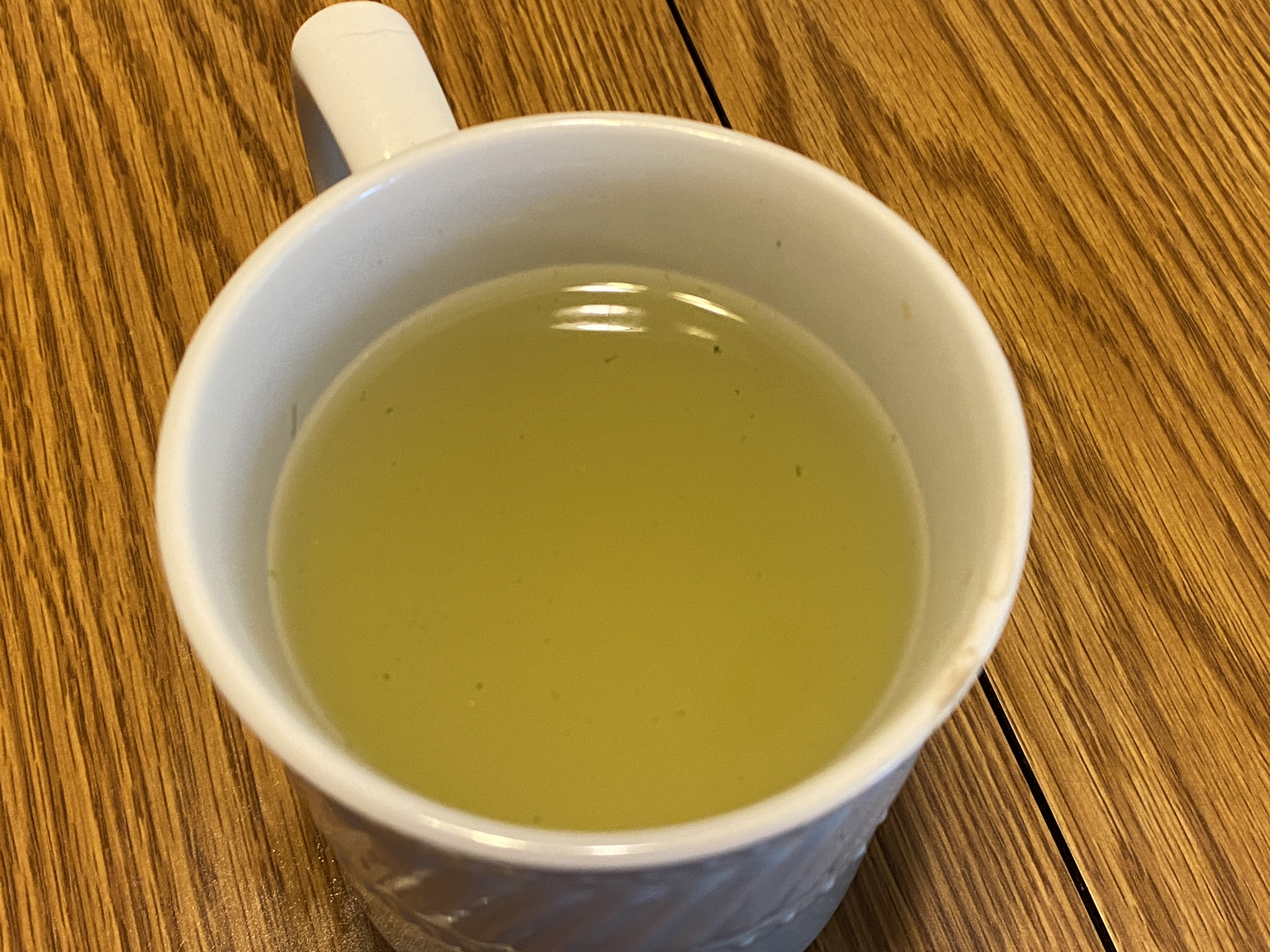
Une tasse contenant du thé gyokuro infusé à 60°C pendant 90 secondes

Pour produire du gyokuro, 3 semaines avant la récolte, les théiers sont privés de la lumière du soleil grâce à une tonnelle favorisant le développement important par photosynthèse de la caféine et de la chlorophylle. C’est ce qui lui confère cette couleur si particulière, ce goût si fin, si doux et si concentré, ce parfum pareil aux feuilles bleues d'algue. Environ 90 % de la lumière du soleil est retirée par une ombre artificielle provenant de paille ou fibre synthétique. Ce procédé réduit la contenance en tannins et en anthocyanes. Les pousses resteront ainsi, dans l'ombre, jusqu'au moment de la récolte. Les feuilles sont passées à la vapeur, séchées et roulées.
Avant, ou encore de nos jours dans les jardins traditionnels, les feuilles étaient ombragées sous de la paille. Actuellement[Quand ?], on utilise surtout des fibres synthétiques mais de préférence de couleur jaune. En effet, des études ont démontré que l'ombre jaune (comme la paille) produirait une meilleure qualité de gyokuro.